# Hundvikfjorden
Hundvikfjorden er navnet på en del af Nordfjord på kommunegrænsen mellem Eid og Gloppen i Vestland fylke i Norge. Fjordstykket er omkring 14 kilometer langt fra vest til øst, og har to sidefjorde i Gloppen kommune, Hyefjorden og Gloppefjorden.
Fjordens indløb i vest ligger  mellem Krokeneset i nord (ved fjordåbningen til Eidsfjorden) og Øksneelvane kraftverk i syd. Denne sydlige del af fjorden ligger i Bremanger kommune. Fjordsiderne har kun et få spredte, isolerede gårde, men på nordsiden  ligger bygden Hundvika, som har vejforbindelse nordover til Nordfjordeid. Mellem indløbet til Hyefjorden og Gloppefjorden ligger næsset Hestenesøyra, som trafikeres af Rv615. På vestre side af Hyefjorden ligger Skjerdalen, Mettenes og Hyeneset, tre gårde  som kun kan nås med båd.
Fjorden er omgivet af høje fjelde, særlig mod syd hvor Skjerdingane stiger til 1.276 meter over havet. Syd for Skjerdingane ligger Gjegnalundsbræen og fjeldtoppen Gjegnet (1.670 moh.) På nordsiden af fjorden ligger de mindre toppe Hornet (719 moh.) og Trollenykjen (899 moh.) 
Mot øst ved færgeforbindelsen (E39) Anda – Lote slutter Hundvikfjorden, og Nordfjord fortsætter østover som Utfjorden.